# Festival Art Sonic
 (mars 2020).
Le Festival Art Sonic est un festival indépendant et associatif de musiques actuelles, qui se déroule chaque année à Briouze, dans le département de l'Orne. C'est le plus grand festival du département,.
En 2020 et 2021, les éditions sont annulées à cause de la pandémie de Covid-19 en France.

## Descriptif
Le festival rassemble plus de 21 000 festivaliers autour d'une programmation éclectique dans un site à taille humaine. Art Sonic a reçu en février 2018 le trophée de Meilleur Petit Festival aux derniers Festivals Awards (votes du public) et affiche complet avant ouverture depuis 2015. 
Le festival fête ses 25 ans en 2022.
Le festival accueille environ 20 artistes par édition, qui se produisent sur trois scènes, dont une réservée au Kid Sonic, concert(s) gratuit(s) dédié(s) au jeune public.

## Organisation
Le festival reste essentiellement bénévole en employant un salarié chargé de la communication et de la coordination. Une dizaine de bénévoles font fonctionner l'association à l'année, épaulés par 490 bénévoles qui viennent aider à l'organisation du festival la troisième semaine de juillet.

## Programmations depuis 1996
En 1996, le rassemblement prend place sous les halles à Briouze. Le festival s'installe à la fin des années 1990 dans des champs limitrophes de la commune. Outre le festival musical annuel, l'association Art Sonic organise un ou plusieurs concerts chaque année, notamment dans la salle du Rex.      
Programmations des vingt-cinq éditions :
| Années | Programmations |
| ------ | --- |
| 1996   | La Ruda Salska, Ludwig von 88, Bob Lézard, Les Slugs, Les Chiens Jaunes |
| 1997   | Tagada Jones, Awale La Face B, Ahorcados, Légitime Défonce, Human Spirit, Burning Heads, Seven Hate, Hot Tongs, Marcel et son Orchestre, Les Schlitz, Rat’Sveltes |
| 1998   | Parabellum, Rude Boy System, Spook and The Guay, Les+++, Charge 69, Persiana Jones, Les Partisans, Zone AFD, Babylon Circus, La Fraction, No More Jordy |
| 1999   | Les Wampas, Positive Radical Sound, 100 Grammes de Têtes, Western Special, Orange Street, Irie Members, Kodjo Sound System, La Ruda Salska, Mustard Plug, K2R Riddim, Mix Up, Nemless, Greedy Guts, Klunk, Terrorgrüppe, Brigitte Bop, Kargol’s, Boda, No More Jordy, Alien Ant Farm, Lix Xiviat, Les Kobayes, Sergent Yokoï Story, Jah on Slide, Les Caméléons, Rude Boy System, De Heideroosjes, Y’a Pad                                                              |
| 2000   | Mass Hystéria, Call Jah Crew, Rutabaga, Saï Saï, Selecter, Rude Boy System, Booby Hatch, Uncommonmenfrommars, Percubaba, Rasta Bigoud, Body Bag, Les Zèbres, Quartier Libre, Witotos, Woody Wood, Skankers, Ravi, Batkong, Laurel Aitken, Skunk, Toxic Waste, Skawar |
| 2001   | FFF, Nuttea, Daddy Mory, High Tone, Enhancer, Kanjar’oc, Human Alert, Masnada, Outrage, Kiemsa, Nitro Junkies, La Verrue, Les Zalogènes, NFZ, KYA, Carving, Pambanizza Cirkus, Alter ‘n Co |
| 2002   | Saïan Supa Crew, Pleymo, Burning Heads, Mister Gang, Grimskunk, Freedom For King Kong, 4°7, Tripod, King Riddim, Kerplunk, Campana, Madame Guillotine, Les Amis d'ta femme, RAS, Western Special, Two Tone Club, Marcellus Wallas, 220 Sound System, Anakyne , MC Samy, L’Homme Balre et MC Feta, Les Ejectés, In Vivo, 3°Est, Arakno |
| 2003   | Le Peuple de L’Herbe, Zenzile, Orange Street, Subway, Artsonic, Doggystyle, Nevrotic Explosion, Call Jah Crew, Watcha, Silmarils, Yannis Odua, Daara-J, Stereotypical Working Class, Dr. Woggle and the Radio, Minimum Serious, Dub Action feat. Baby G, Emostaz, Fitted Carpets, Me, Myself and I, Percubaba, Crumble Lane, Long Time to Lay a Track, Tagada Jones, Voodoo Glow Skulls, Skindred, 4FT Fingers                                                          |
| 2004   | Babylon Circus, La Ruda, AqME, Enhancer, New York Ska Jazz Ensemble, OFX, Uncommonmenfrommars, Prototypes, X Makeena, Dirty Fonzy, DJ Zebra, Löbe Radiant Dub System, Fermin Muguruza, Obdurate, Rude Rich & The High Notes, Les Fatals Picards, Da Hypnotik, Sono 4000 |
| 2005   | La Rumeur, Svinkels, Lofofora, La Phaze, Big Mama, Tiken Jah Fakoly, Mass Hysteria, N&SK, Masnada, Sexypop, Scénario Rock, Kingston Kitchen 809, Okploïde, Guns Of Brixton, Vendas Novas, Dr Vince, Alif Sound System, The Slackers, Rotterdam Ska Jazz Foundation, Jetsex, Right 4 Life, Black Market Crash, Brahman, Tripod, Sidilarsen, ETHS |
| 2006   | dEUS, The Skatalites, Pierpoljak, Gojira, Mouss et Hakim, Hushpuppies, Birdy Nam Nam, Missill, Guerilla Poubelle, The Craftmen Club, Marcel et son orchestre, High Tone, No Relax, La Souris déglinguée, Black Bomb A, Condkoï, Di Ankh, R2Jeux, Noïd, Dj Pat Panik & Dj Netik, La Phaze, Undergang, Cellule X |
| 2007   | JoeyStarr, Gentleman and The Far East Band, TTC, The Blood Arm, Tokyo Ska Paradise Orchestra, Malibu Stacy, Izabo (Israël), Ministère des affaires populaires, Galaxie, Beat Assailant, Punish Yourself, L’Opium du Peuple, John Lord Fonda, Surkin, Krazy Baldhead, Toxic Feat Djs Solo & Uncle O, Tarik’N’Djamel, Tambour Battant, Yayoland, Millka, El Manu, DJ Trop2Bass, Guns Of Brixton, Kim Novak, 64 Dollar Question, Boloniaise                                |
| 2008   | Dub Inc, Gogol Bordello, Massilia Sound System, Ministère des affaires populaires, Eths, AqME, EZ3kiel, Two Tone Club, Dirty Fonzy, La Phaze, Dead Sexy Inc, Headcharger, Wills 49, Tremore, Nevrax Vs Rouzman, Urban Ski, 703 Aka Rom, Propeace Area, Nico Xlr, DJ Kelib, Abbe Sainte, Washing Machine, Madkaps |
| 2009   | The Rakes, La Rue Kétanou, Alborosie, Les Wampas, Concrete Knives, DJ Zebra, Soldiers of Jah Army, Ultra Vomit, Tagada Jones, Second Sex, The Elderberries, The Gaslight Anthem, Dagoba, Mark Foggo, Casualty, Boogers, DJ Trop2Bass, DJ Karl, Az-Hot, Sprog, Dirty Delicious Sounds, Ze Roll Zealotz |
| 2010   | Olivia Ruiz, Sepultura, Babylon Circus, Danakil, Le Bal des Enragés, Eiffel, Oai Star, La Ruda, Chinese Man, The Toasters, The Wankin’ Noodles, Chocolate Donuts, Le Dernier Singe, Novels, Echos Of Reasons, Why Not, Dubmood, Zudakabass, Twat[One], Dj Lo |
| 2011   | Gojira, Cali, Philippe Katerine, Raggasonic, Beat Torrent, HK et Les Saltimbanks, The Inspector Cluzo, Broussaï, Headcharger, Les Sales Majestés, Misconduct, The Lanskies, Mallacán, Manatee, The Dancers, Jesus Christ Fashion Barbe, Christine, Beataucue, Brusco, Subsucker |
| 2012   | Suicidal Tendencies, The Toy Dolls, Groundation, Carmen Maria Vega, Stuck in the Sound, No One Is Innocent, Danakil, Airnadette « La Comedie Musiculte », Didier Wampas & The Bikini Machine, The Toxic Avenger Live, « Le Pied De La Pompe Feat. Guizmo (Tryo) + Zeitoun (La Rue Ketanou) + Alee, Dagoba, Success, Kanka, Gordon Melon, The Decline, Max G-MaxHykario, Nobody’s Straight, Goodbye Horses + Après Midi Kid Sonic : Pop the Fish & Dj Babbs (Kid Sonic). |
| 2013   | Stupeflip, IAM, Alpha Blondy, Mass Hysteria, Nasser, Féfé, Granville, The 1969 Club, Von Pariahs, Mononc’ Serge, Scratch Bandits Crew, The Inspector Cluzo, Goldwave, La Teigne, Dj Double, Funky Kids (Kid Sonic). |
| 2014   | Deluxe, Soulfly, Dub Inc, Ky-Mani Marley, GiedRé, Mad Caddies, Biga*Ranx, Tagada Jones, Sugar & Tiger, Pungle Lions, Le Catcheur, la Pute et le Dealer, Volt, Sarah W. Papsun, Acid Arab, Lewis Evans, The Nes Nation, Ricardo et les Zikos (Kid Sonic). |
| 2015   | Shaka Ponk, The Bloody Beetroots (SBCR dj set), The Avener, Les $heriff, Naâman, Hollie Cook, Salut c'est cool, Chill Bump, Jabberwocky, Thylacine, The Hacker (live), Alb, Gaspard Royant, Opium du Peuple, Flying Donuts, Gomina, Two Bunnies in Love, Les Oreilles Rouges (Kid Sonic). |
| 2016   | Bigflo & Oli, Vald, Étienne de Crécy présente Super Discount 3 live, Lilly Wood and the Prick, Birdy Nam Nam, Caravan Palace, Hyphen Hyphen, Mass Hysteria, Luke, Panda Dub Live Band, The Red Goes Black, The Roughneck Riot, YaniSs Odua & Artikal Band, Mawimbi Live, Christine Live, The Goaties, Jahen Oarsman, Norkito (concert du Kid Sonic, gratuit) |
| 2017   | $-Crew (Nekfeu, Framal, Mekra et 2zer Washington), MHD, Asaf Avidan, Petit Biscuit, Naive New Beaters, Broken Back, The Inspector Cluzo, Puppetmastaz, Black Tiger Sex Machine, Las Aves, Comah Live, The NoFace, Dj Pone Live, Gentleman’s Dub Club, Daisy, Ooz Band, Maid of Ace, Shake The Ronin, Le School of Rock (Kid Sonic, gratuit) |
| 2018   | Damso, The Blaze, Vitalic ODC Live, Feu! Chatterton, Lorenzo, Rilès, Panda Dub Circle Live, Therapie Taxi, Pleymo, Two Many T’s, Kaviar Special, Lysistrata, Mat Bastard, KO KO MO, Vandal, Thé Vanille, Albatross, Olifan (Kid Sonic, gratuit) |
| 2019   | Jain, Columbine, Caballero & JeanJass, Marina P & Stand High Patrol, Fakear, Vladimir Cauchemar, Bagarre, Møme, Steve’n’Seagulls, Canine, 47Ter, Kikesa, Pogo Car Crash Control, The Eternal Youth, Redemption, The Slow Sliders, Ministère Magouille (Kid Sonic, gratuit) |
| 2020   | Lomepal, Rone, PLK, Skip the Use, Ho99o9, Josman, Salut c'est Cool, Tsew the Kid, Nova Twins, BillX vs Maissouille, Todiefor, MNNQNS, Bison Bisou, Princesses Leya, Annabella Hawk, Fuel Humor, Le School of Rock (Kid Sonic, gratuit), Dj Bluff (Kid Sonic, gratuit) |
| 2022   | Orelsan, Vald, Rone, Ziak, NTO, Skip the Use, Sopico, Scarr, Todiefor, Klon, Jeun Klaus, Mad Foxes, Billx vs Maissouille, Madam, Gargäntua, Victor Deverre, Le School of rock (Kid Sonic, gratuit), DJ Bluff (Kid Sonic, gratuit) |
| 2023   | Dinos, Kavinsky, Jeanne Added, Josman, Tiakola, Ho99o9, Joachim Pastor, Zaho de Sagazan, Youv Dee, Julien Granel, Birds in Row, Mouse Party x Mehdi Maïzi, Trinix, Creeds & Helen Ka, Gurl, les Vulves assassines, Lewis Evans, Alizar, Ego le Cachalot (Kid Sonic, gratuit), DJ Bluff (Kid Sonic, gratuit) |
| 2024   | Louise Attaque, PLK, Naâman, Georgio, Naive New Beaters, Rise of the Northstar, LANDMVRKS, Danyl, So La Lune, Ascendant Vierge, Isaac Delusion, Eloi, Bianca Costa, Samba de la Muerte, Vertuoze + Greeds, Trinix, Cemented Minds, Option géniale + le Shogun, Aalas |